# San Pedro y San Pablo Ayutla
San Pedro y San Pablo Ayutla, en ocasiones llamada Ayutla Mixe, es una población del estado mexicano de Oaxaca. Pertenece al distrito de Mixe, dentro de la región sierra norte.

## Etimología
Ayutla Tukyo’m proviene de tuk (tortuga en mixe antiguo) y –yo’m (locativo) que significa “en el lugar de las tortugas”, esto corresponde a la versión en náhuatl pues está compuesto por ayotl (tortuga) y –tla (locativo de abundancia), “donde abundan las tortugas”.
En otras versiones, se dice que Ayutla podría significar “lugar donde abundan las calabazas” porque en náhuatl calabaza es ayohtli; sin embargo, por su correspondiente en ayuujk y por los glifos que se han encontrado es mucho más probable que la raíz sea ayotl (tortuga).

## Historia

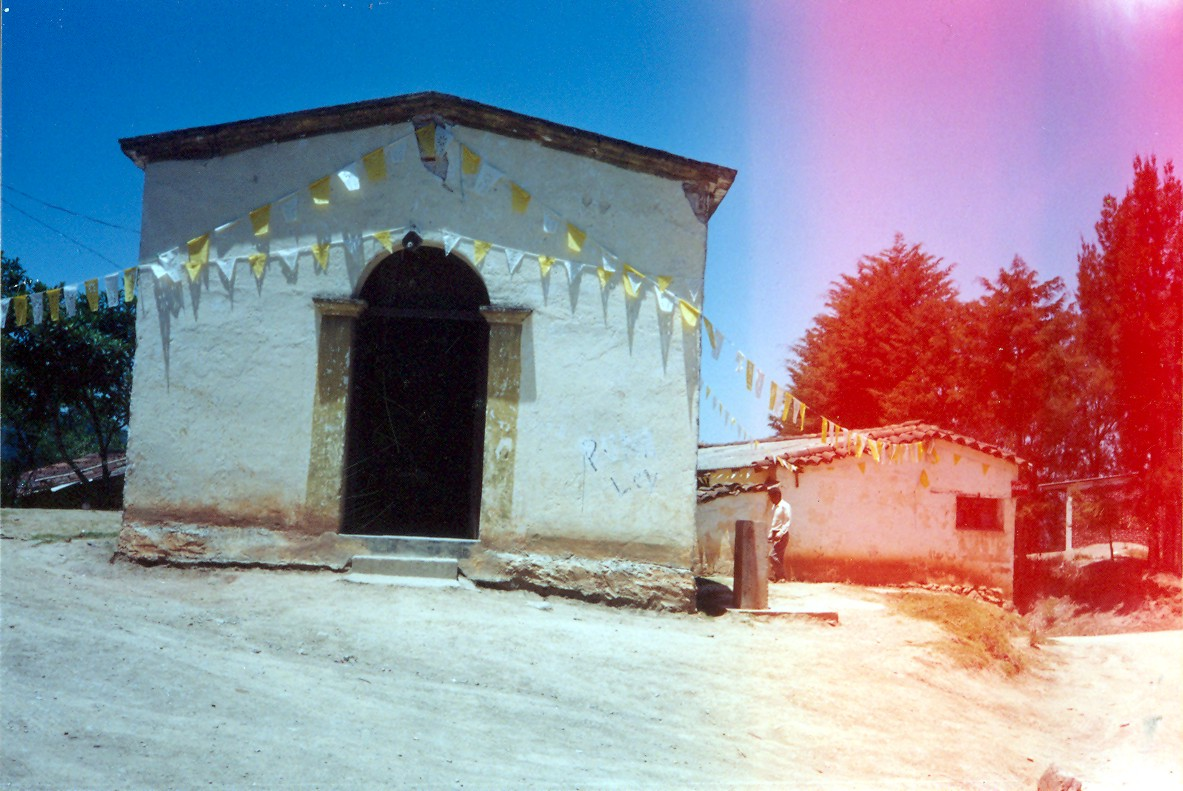
Antigua Capilla, Ayutla Mixe, 1985

Según los abuelos de la raza mixe y en general de los pueblos mesoamericanos, creían que el universo estaba dividido por un plano horizontal, que dividía al mundo superior del espacio extraño o mundo inferior, espacio caótico, poblado de espíritus, el lugar de los muertos. 
Mundo Superior = Padre, macho, calor, cielo, sequía, luz, fuerza. 
Mundo Inferior = Madre, hembra, frío, inframundo, humedad, obscuridad, debilidad. 
Para ellos existían lugares especiales en donde se podía tener acceso al inframundo, a lo desconocido. La tarea de los pueblos era buscar esos lugares o puentes mediadores con las divinidades.  
Para las antiguas culturas, este mundo estaba habitado por hombres mortales, limitados, que pasaban su vida en un tiempo normal; en este mundo se envejecía todo el tiempo y al final se moría. En cambio el otro mundo estaba habitado por alguien inmortal, omnipotente, en donde no existe el tiempo; por lo tanto la fuente de salud, de bienestar, de vida, de riqueza, se encontraban en ese otro mundo. 
Todos los pueblos mixes, según nuestros abuelos tuvieron un origen sobrenatural, Ayutla no fue la excepción, puesto que la tradición indica que un grupo de personas llegaron al cerro donde actualmente se ubica siguiendo una imagen y una luz. Tradición o hecho verídico, los antepasados de esta comunidad llegaron a establecerse en esas tierras hace ya varios siglos, mucho antes de la llegada de los hispanos. 
Siguiendo la tradición, se buscaba un lugar sagrado, una señal de lo trascendente, para poder comunicarse con la divinidad, es así como se halló esa montaña, el ahora llamado “Cerro de la Cruz”, en el que hoy en día se erige toda la comunidad. 
Ayutla al igual que otros pueblos de la Sierra Norte, han ofrecido culto al Rey Kondoy, máximo rey y divinidad de los mixes, personaje que expresa en su mito, leyenda o realidad perdida en la historia, la fortaleza de una nación prehispánica. Los sacrificios siempre han sido ofrecidos a Cong, juez supremo, dueño de todo lo que existe, el que nunca muere y que entró en el cerro ipxyukp, “Veinte Picos” (Zempoaltépetl, como lo conocían zapotecos y aztecas), y que allí todavía habita. 
La llegada de los españoles cambió completamente la cosmovisión de las culturas que habitaban la antigua Oaxaca; cambió radicalmente el entorno político, militar y religioso, haciendo realidad la pesadilla que años antes habían tenido algunos sacerdotes mexicas y zapotecas. 
En 1521 Cortés acababa de vencer a los aztecas en Tenochtitlán, su capital. Su situación militar era segura y esto le permitió pensar en emprender las conquistas de nuevas tierras. 
Cortés había oído hablar mucho de Oaxaca. Los hombres que la exploraban en 1520 le informaron sobre sus características y su riqueza en oro.  
Ya se había iniciado la amistad con los zapotecos y chinantecos, Hernán Cortés decidió enviar a Francisco de Orozco con 30 hombres a caballo, 80 a pie y cuatro mil aliados indígenas a conquistar el Valle de Oaxaca. Aztecas y mixtecos defendieron el valle, pero no pudieron resistir. La guerra duró una semana, finalmente los españoles controlaron la parte central del valle y desde ahí empezaron a conquistar a los distintos pueblos que habitaban en las montañas. 
El conquistador envió a Sandoval para someter a los mixes y chinantecos que habitaban las montañas cercanas a Tuxtepec, pero para someter a los mixes se necesitaba dominar primero la formidable cordillera del Zempoaltépetl, defendida por indómitos guerreros. 
Entre los soldados que militaban bajo las órdenes de Sandoval se hallaba un tal Briones, quien se jactaba de haber combatido en Italia contra enemigos superiores, y por la misma razón se consideraba muy valiente.  
Con esta cualidad pidió a Sandoval dirigir la expedición por la conquista de los mixes, sin saber desde luego, que ni siquiera el Rey de Zaachila había podido someterlos, cuando estos eran acaudillados por el legendario Rey Kondoy. Su expedición fracasó, puesto que el difícil acceso a la zona y la fuerza de la naturaleza ayudaron al pueblo mixe. 
El mismo Hernán Cortés en sus Cartas de Relación informaba así a Carlos V: 
“...tiene vuestra sacra majestad por la parte del norte más de cuatrocientas legua de tierra pacífica y sujeta a su real servicio, sin haber cosa en medio, y por la mar del sur más de quinientas leguas; y todo, de una mar a la otra, que sirve sin ninguna contradicción, excepto dos provincias que están entre la provincia de Tehuantepeque y la otra la de Chinantla y Oaxaca y la de Guazacualco en medio de todas cuatro; que se llama la gente de la una zapotecas y la otra los mixes. 
Las cuales, por ser tan ásperas que aun a pie no se puede andar, puesto que he enviado dos veces gente a conquistar y no lo han podido hacer porque tienen muy recias fuerzas y áspera tierra, y buenas armas que pelean con lanzas de a veinticinco y treinta palmos, y muy gruesas y bien hechas, y las puntas de ellas de pedernales; y con esto se han defendido, y muerto algunos de los españoles que ahí han ido...” 

Al paso de los años, y viendo los españoles que no era posible dominar a los mixes por medio de las armas, les quedaba otra alternativa, esta era la religión. 
A partir de 1555 desde el pueblo zapoteco de Villa Alta se realizan los primeros contactos con los Ayuuk Jai´. Estratégicamente abarcan la región y construyen templos en Juquila (1555-75), Totontepec (1572-89), Quetzaltepec (1603), en Ayutla y AlotepeSe daba un paso así a la conquista espiritual en las poblaciones que concentraban mayor número de habitantes de la región mixe. 
En su mitología se habla de una pareja de gemelos, un niño y una niña que se convirtieron en el sol y la luna. Se habla también de un importante caudillo llamado Condoy quien mora en la cima del cerro Cempoaltépetl. 
Desde el 21 de diciembre de 1964, San Pedro y San Pablo Ayutla es la sede de la Prelatura de Mixes.

## Cultura

### Música

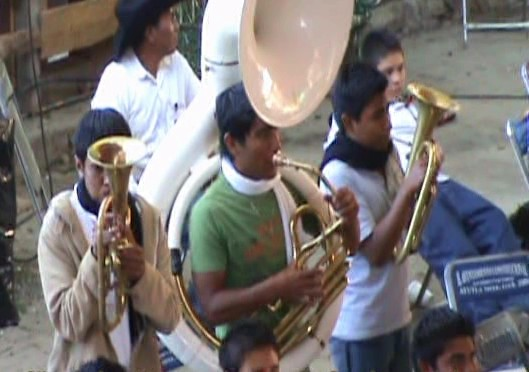
Banda Municipal 2009

Uno de los rasgos más sobresalientes de la cultura mixe es su sentido musical; en las ejecuciones de música tradicional y mestiza los integrantes de las bandas mixes manifiestan todo el sentimiento de su etnia. 
Desde muy temprana edad los niños adquieren los conocimientos y la sensibilidad para tocar. Desde la época prehispánica el uso de instrumentos de viento y percusión era ya tradicional entre los mixes. Los códices, la cerámica, los frescos y las crónicas nos dan noticia del tipo de instrumentos que utilizaban, y se sabe específicamente que cumplían una función religiosa, civil y militar. Sin embargo, la música sufrió también el impacto de la Conquista, y nuevos instrumentos como las trompetas, los tambores y pífanos, las arpas y las vihuelas se conjugaron con las chirimías, el huéhuetl, los caracoles y los teponaztlis dando lugar a nuevos sonidos. El repertorio de las bandas mixes es muy amplio y una gran parte de él lo forman expresiones musicales como sones, jarabes y música de otras regiones del país, aunque también interpretan obras de carácter académico como valses, polkas, mazurcas, pasos dobles, trozos de óperas, zarzuelas y oberturas. Actualmente, hay varios jóvenes mixes estudiando en el Conservatorio de la Ciudad de México con una capacidad reconocida e indiscutible. 
En San Pedro y San Pablo Ayutla, existen dos Bandas Filarmónicas en la actualidad, la Banda Filarmónica Municipal, que cuenta con un promedio de 40 integrantes, y la Banda Filarmónica Alborada Mixe, esta última una banda particular que cuenta de igual manera con un aproximado de 40 integrantes, mismos que van en aumento gracias a la intensa labor de ambas bandas por preservar la música tradicional de las bandas de viento.

### Fiesta de los muertos - Todos Santos

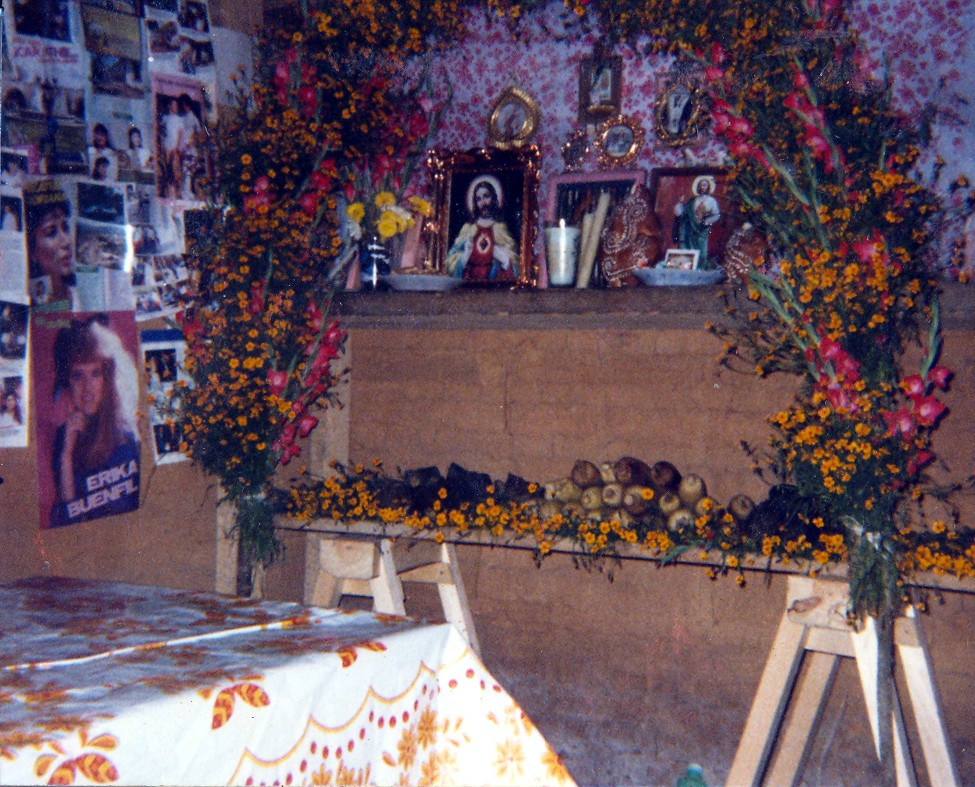
Ofrenda

El ciclo de vida culmina con la muerte y los mixes consideran que esta última es sólo un paso más en la existencia, y por ello deben realizarse algunas ceremonias. Al ocurrir el deceso, en el sitio donde se produjo los familiares del difunto hacen una cruz de ceniza en el suelo a la que rocían con agua bendita y que permanecerá allí varios días. Los velorios se alumbran con velas, porque ellos piensan que su luz ayuda a las almas a encontrar su camino; se reza durante toda la noche y se ofrece a los asistentes café, mezcal y cigarros.
En realidad aquí no se puede hablar del Día de Finados, lo más apropiado sería decir La Semana de los Muertos. Al acercarse el mes de noviembre se inician los preparativos para la colocación de las ofrendas con que los mixes rinden culto a sus antepasados, los agasajan y esperan para compartir con ellos los frutos de la cosecha y del trabajo. 

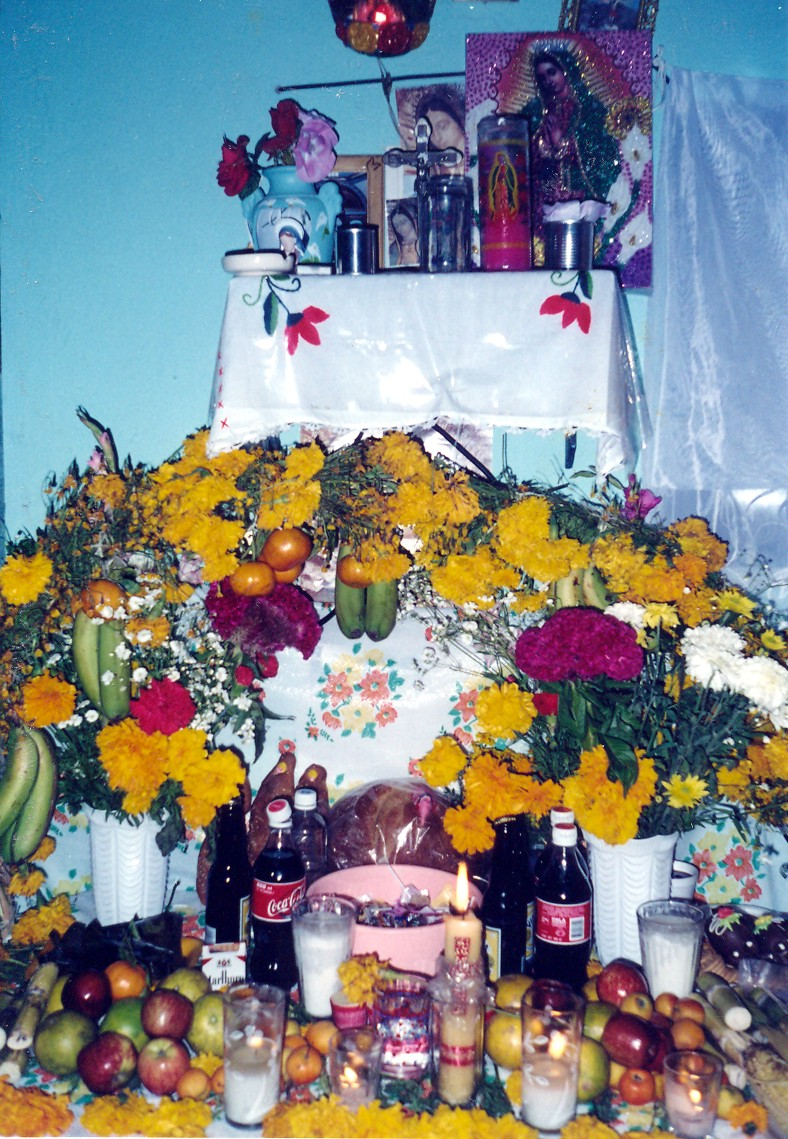
Ofrenda

Esta tradición que se repite anualmente, está impregnada del sabor de lo antiguo, y en esta zona tiene características especiales. Entre la espesa neblina de las montañas, en las frías mañanas de finales de octubre, las mujeres caminan presurosas para llegar al mercado y adquirir todo lo necesario para la ofrenda: amarillos y frescos cempasúchiles, roja e intensa mano de león, velas y veladoras de cera y sebo, naranjas, dulces manzanas, cigarros y tabaco de hoja. Con tiempo hay que ir granando el maíz, preparando la masa para los tamales, encargando el pan, eligiendo las imágenes, lavando los manteles y adecuando los espacios, siendo el idóneo una mesa grande en la habitación más importante de la casa. También los músicos se alistan; cada instrumento es tratado con respeto, se limpia y pule para tocarlo en la fiesta, pues con cada nota emitida se restauran los lazos de parentesco y se establecen las bases de la relación de los vivos con los muertos. El 31 de octubre el altar familiar debe estar ya adornando con flores y velas, con los alimentos, las bebidas, las frutas y objetos que fueron del gusto de los fieles difuntos. Aunque en nuestros días la etnia mixe se encuentra inmersa en la problemática general del país, todavía conserva intactas muchas de sus tradiciones ancestrales. El primer día de noviembre se sale a las calles a buscar a los familiares, se invita a los compadres y se les ofrece caldo de gallina humeante y apetitoso para combatir el frío, así como tamales de frijol recién hechos, tepache y mezcal. Se hacen recuerdos, lamentos, bromas sobre los parientes difuntos, y quizá algún familiar se ponga triste y surja el comentario: “su alma es difícil que venga a esta fiesta porque se quedó a cuidar su casa en elmucu amm (nombre dado por los mixes al infierno), allá abajo en el centro de la tierra. Este comentario refleja la concepción del mundo, la cosmovisión del grupo: todavía sitúan el inframundo en el centro de las tierra como se hacía en la época prehispánica.
El día de Todos Santos, se tienen listos los tamales enrollados, los tamales amarillos de carne de res, tres o cuatro ollas de tepache de 80 litros; una o dos latas de mezcal, muchos paquetes de cigarros y tabaco de hoja. La fiesta durará ocho días y las bandas se aprestan a tocar en la iglesia y en el panteón la música elegida por los deudos. Limpiar las tumbas y adornarlas es una tarea sagrada; el ambiente de la zona se presta para la devoción: la bruma se extiende sobre la población mientras un músico solitario toca la trompeta en camino apenas recorrido. En la iglesia la banda toca incesantemente mientras que en el panteón hay más actividad: el gris de las tumbas y la tierra seca se empiezan a teñir en el amarillo brillante de las flores y las fosas se decoran dejando volar la imaginación para construir un sitio digno para los difuntos. Los niños imitan, tocan en las bandas infantiles, se contagian de las antiguas costumbres e inician su aprendizaje yendo de casa en casa comiendo las ofrendas: recetas ancestrales preparadas por las hábiles manos de sus madres y abuelas, guardianas de la tradición, reproductoras de la cultura, manos indígenas que año con año ofrendan y agasajan a sus muertos.

## Infraestructura Social y de Comunicaciones

### Vivienda
De acuerdo a los resultados que presentó el II Conteo de Población y Vivienda en el 2005, en el municipio cuentan con un total de 1,014 viviendas de las cuales 980 son particulares. 

### Servicios Públicos
La cobertura de servicios públicos de acuerdo a apreciaciones del Ayuntamiento es: 
- Agua potable,
- Alumbrado público
- Mantenimiento del drenaje urbano
- Recolección de basura y limpieza de las vías públicas
- Seguridad pública
- Pavimentación y rastros

### Medios de comunicación
Los medios de comunicación con que cuenta el Municipio son el radio y la televisión, señal privada de televisión por satélite, así como señal de internet a velocidad de 56kbps y señal de Internet Satelital con velocidad hasta 2Mbps

## Economía
Se explota la madera de Pino-encino y otras como palo de águila, ocote, madroño y capulin. 
Población Económicamente Activa por Sector
De acuerdo con cifras al año 2000 presentadas por el INEGI, la población económicamente activa (PEA) total del municipio asciende a 1,869 personas, mientras que de la ocupada son 1,852 y se presenta de la siguiente manera: 
| Sector                                                                               | Porcentaje |
| ------------------------------------------------------------------------------------ | ---------- |
| Primario (Agricultura, ganadería, caza y pesca)                                      | 61%        |
| Secundario (Minería, petróleo, industria manufacturera, construcción y electricidad) | 14%        |
| Terciario (Comercio, turismo y servicios)                                            | 23%        |
| Otros                                                                                | 2%         |